# Patriarcato ecumenico di Costantinopoli
Il Patriarcato di Costantinopoli costituiva, prima del Grande Scisma del 1054, una delle cinque sedi principali della cristianità stabilite dai primi 4 concili. Dal concilio di Costantinopoli del 381, il patriarcato di Costantinopoli, in ordine di gerarchia, era il secondo dopo Roma, precedendo Alessandria, Antiochia e Gerusalemme. Al patriarca di Costantinopoli è anche assegnato il titolo di ecumenico, con Giovanni IV Nesteutes, a partire dalla prima metà del VI secolo.
Il Patriarca ecumenico di Costantinopoli - Nuova Roma (in greco Οικουμενικόν Πατριαρχείον Κωνσταντινουπόλεως - Nέας Ρώμης?, Ikoumenikòn Patriarchìon Konstantinoupòleos - Neas Romis) è il primus inter pares della Chiesa ortodossa e, dal XX secolo, viene riconosciuto come unico patriarca di Costantinopoli (anche se non ecumenico) anche dalla Chiesa cattolica, che nel 1964 soppresse la sede titolare (già vacante dal 1948) risalente alla IV crociata del Patriarcato di Costantinopoli dei Latini, in segno di amicizia dopo lo storico incontro di Gerusalemme tra papa Paolo VI e il patriarca Atenagora. 
Dopo la caduta di Costantinopoli (1453), nel 1456 la sede del patriarcato fu trasferita nella chiesa di Pammakaristos. Dal 1587 la sede del Patriarcato è la Cattedrale di San Giorgio, nel Fanar, il quartiere greco di Istanbul. L'attuale patriarca è Bartolomeo I.

## Prerogative
Il Patriarca di Costantinopoli è il primo in onore tra i vescovi ortodossi (primus inter pares), ha il compito di presiedere ogni concilio di vescovi e ha le funzioni di principale portavoce della Comunione ortodossa. Non ha giurisdizione sopra gli altri patriarchi e le chiese autocefale della comunità ortodossa orientale.
Il suo titolo completo è Arcivescovo di Costantinopoli, Nuova Roma, e Patriarca ecumenico. È a capo della Chiesa ortodossa di Costantinopoli, una delle sedici chiese autocefale e uno dei cinque antichi centri cristiani costituenti l'antica "Pentarchia".
Il governo della Turchia riconosce valore istituzionale al Patriarcato ma non al titolo di ecumenico. Le leggi turche sulle minoranze religiose riconoscono solo il titolo patriarcale di "Patriarca ortodosso dei Romani di Fener" (in turco Fener Rum Ortodoks Patriği).

## Storia

### La nascita del Patriarcato e l'età della Pentarchia

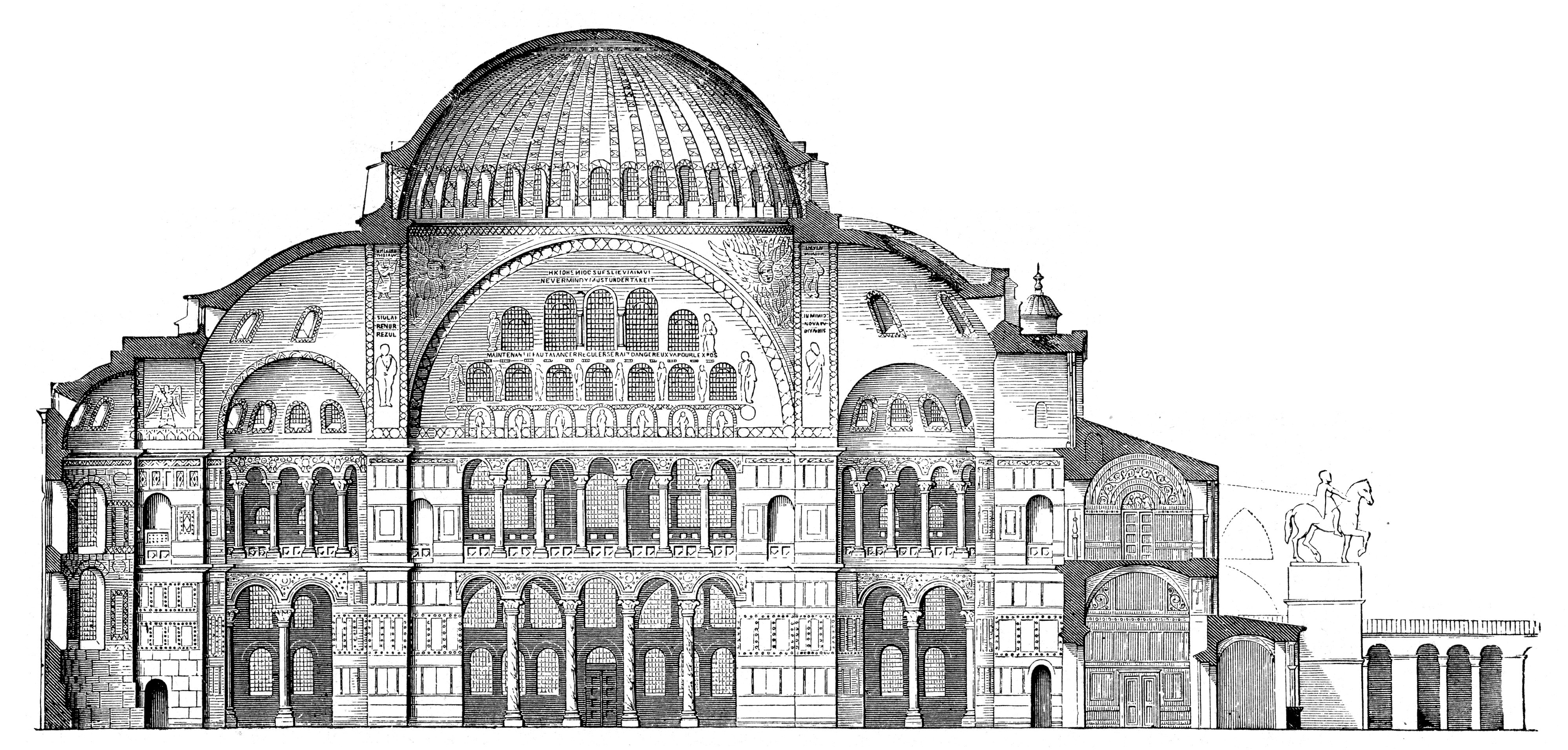
La basilica di Santa Sofia: la grande chiesa fatta erigere nel VI secolo da Giustiniano divenne la nuova cattedrale di Costantinopoli.

A differenza delle altre quattro sedi patriarcali della Pentarchia (Gerusalemme, Roma, Antiochia e Alessandria), Costantinopoli non è sede apostolica, sebbene la tradizione attribuisca ad Andrea la sua fondazione. Ciononostante,
il Concilio di Efeso del 431 elevò la sede di Costantinopoli a patriarcato all'interno della nascente Pentarchia. Il successivo Concilio di Calcedonia del 451 attribuì a Costantinopoli giurisdizione sull'Asia Minore e la Tracia. Il canone XXVIII del concilio sanciva inoltre la preminenza del patriarcato di Costantinopoli su quelli di Antiochia e di Alessandria e la sua uguaglianza alla sede apostolica di Roma, pur essendo seconda a quest'ultima, in base all'argomento che Costantinopoli era la nuova sede dell'Impero, la «nuova Roma».
Papa Leone I si rifiutò di accettare il canone XXVIII così com'era stato formulato: il primato sui cinque patriarcati doveva spettare a Roma. Si aprì una controversia tra Chiesa latina e Chiesa orientale.
Nel 482 la crisi si acuì quando l'imperatore Zenone emanò l'editto Henotikon di riconciliazione tra i monofisiti e i duofisiti nestoriani, che da anni si scontravano in Oriente attorno al tema della natura umana o divina di Cristo. La mediazione venne duramente condannata da papa Felice III, il quale nel 484 scomunicò il patriarca Acacio per il sostegno fornito all'imperatore. Lo scisma acaciano si concluse solo nel 519, quando l'imperatore Giustino I, fedele ai decreti di Calcedonia, riconobbe la scomunica di Acacio.
Tuttavia la crisi non era ancora risolta e quando nel 535 venne eletto patriarca il monofisita Antimo, sostenuto dall'imperatrice Teodora, papa Agapito I non lo riconobbe: il pontefice accusò il patriarca di eresia e usurpazione, col sostegno di eminenti membri del clero di Costantinopoli. Il patriarca, inizialmente sostenuto dall'imperatore Giustiniano (che in quel periodo avviava la campagna di riconquista dell'Italia), rispose ingiungendo al pontefice di tornare alla propria sede, ma, una volta perso il favore imperiale, venne deposto e sospeso da Agapito, che gli fece succedere Mena (marzo 536). Con tale atto la chiesa di Roma ristabiliva dunque temporaneamente la propria superiorità su Costantinopoli. Il Papa non sopravvisse però a lungo al proprio successo, morendo nello stesso anno 536, in aprile. Pochi mesi dopo il generale Belisario entrò a Roma, consegnando l'Urbe all'imperatore Giustiniano. A Costantinopoli, l'imperatrice Teodora tentò di reinsediare Antimo, facendo pressioni sul nuovo papa, Silverio. Avendo rifiutato di piegarsi, Silverio venne arrestato nel 537 e deportato in Licia, dove però il clero locale lo riconobbe innocente, spingendo l'Imperatore a rispedirlo in Italia, dove tuttavia il successore Vigilio ordinò che fosse definitivamente imprigionato nell'isola di Ponza.
Anche Vigilio però, nel 540, si schierò apertamente contro il monofisismo. Quando dunque, nel 543-544 l'imperatore emanò un editto in contrasto con il Concilio di Calcedonia con cui si prefisse di ricucire i rapporti coi monofisiti, il papa si oppose. Nel 546 Vigilio venne convocato a Costantinopoli, dove venne fatto prigioniero. L'imperatore e il patriarca Eutichio convocarono quindi il Concilio di Costantinopoli II, nel quale vennero condannati i Tre Capitoli e l'origenismo. Per conto dell'imperatore, infine, il patriarca Eutichio pretese l'approvazione dei canoni conciliari di condanna del nestorianesimo. Dopo otto anni di prigionia il Papa accettò e, nel 554, come atto finale consentì a Giustiniano di riunire l'Italia all'Impero. L'imperatore rispose prontamente con la prammatica sanctio, con la quale estendeva alla nuova Prefettura d'Italia la legislazione bizantina. I Papi vennero così a trovarsi sotto lo stretto controllo dell'esarca bizantino oltre a dover accettare l'instaurazione dell'ordine religioso imperiale della cosiddetta Pentarchia, cioè il governo dei cinque patriarcati: Roma, Costantinopoli, Gerusalemme, Antiochia e Alessandria. Sotto poi l'impero di Maurizio il patriarca Giovanni IV, approfittando di una convocazione dei vescovi d'Oriente per un arbitrato sinodale, nel 587 decise di assumere il titolo di "patriarca ecumenico". Ciò avvenne nonostante la contrarietà degli altri patriarchi e la rimostranze del romano pontefice, sia Pelagio II che Gregorio Magno (quest'ultimo assunse l'appellativo di servus servorum Dei).
La rivincita di Bisanzio provocò però gravi conseguenze in Occidente, dove l'intera Italia settentrionale, il Norico e la Baviera ruppero la comunione, dando il via allo Scisma dei Tre Capitoli. La separazione durò circa un secolo e mezzo e interessò un vasto territorio, comprendente anche Dalmazia e Illirico, col patriarcato di Aquileia.

### La questione monotelita di Sergio I

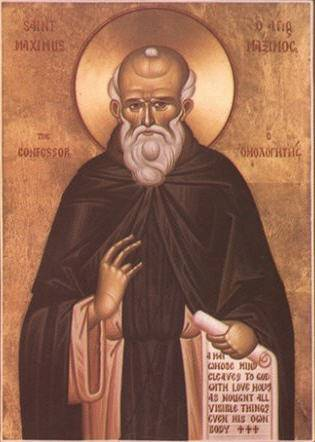
Massimo il Confessore: appartenente al clero di Costantinopoli, Massimo pagò la sua opposizione alle dottrine del patriarca Sergio I con l'amputazione della mano destra e della lingua, prima di fuggire al sicuro in Egitto.

Frattanto le Chiese orientali continuavano a essere scosse dalle questioni sulla natura di Cristo. Quando, attorno al 610, nel tentativo di conciliare le diverse posizioni e di ricondurre in seno alla chiesa i monofisiti d'Egitto, il patriarca Sergio I sviluppò la dottrina monotelita, questa venne immediatamente accettata sia dalla corte imperiale sia dalla sede apostolica romana (Papa Bonifacio IV). Ma ben presto anche questa soluzione prese a sollevare dispute.
Nel 633 Sergio e il patriarca monofisita di Alessandria, Ciro, svilupparono una nuova dottrina, il monoergismo, nella speranza che questa potesse essere meglio accolta, ma senza successo. Morto Sergio nel 638, l'imperatore Eraclio tentò di imporre infine con la propria autorità, ordinando con l'editto Ekthesis (o Ectesi) l'uniformazione in tutto l'Impero alla dottrina monotelita, appoggiato in questo in Occidente da papa Onorio I. L'ordine del basileus poté essere facilmente applicato in tutto il territorio dell'impero, ma non ebbe alcun effetto sui patriarchi di Gerusalemme, Antiochia e Alessandria, i cui territori erano da poco stati sottratti all'impero dagli Arabi. Qui Sofronio e Massimo il Confessore avversarono liberamente e apertamente le dottrine di Sergio.
Di fronte alle dispute, anche Papa Severino si rese conto del fatto che la dottrina monotelita potesse costituire una sottile forma di reintroduzione del monofisismo e si rifiutò di dare la propria approvazione, come invece richiesto dall'Imperatore. In risposta l'esarca di Ravenna, Isacio, marciò su Roma, saccheggiando la sede papale (Palazzo Lateranense).
Il nuovo imperatore Costante II, nel tentativo di porre fine alle dispute religiose, emanò, su consiglio del patriarca Paolo II, nel 648, un nuovo editto, il Typos, che aboliva l'Ectesi di Eraclio, ma soprattutto che minacciava di morte chiunque avesse dibattuto ulteriormente sulla natura di Cristo. Era però troppo tardi. Ormai la sede apostolica romana si era apertamente schierata contro il monotelismo, che era divenuto nuovo terreno di scontro per la supremazia religiosa. Papa Martino I indisse dunque un sinodo in Laterano nel quale condannava definitivamente il monotelismo come mezzo di riproposizione dell'eresia monofisita. L'imperatore ordinò l'arresto di Martino, ma dovette attendere sino al 653 per avere soddisfazione: catturato, Martino venne condotto prima in Sicilia, a Naxos, e quindi a Costantinopoli, dove, dopo essere stato esposto al pubblico, venne condannato all'esilio a Cherson, in Crimea.
Nel clima di scontro generale, il nuovo patriarca Costantino I vide respinte nel 676 le lettere sinodiche e la professione di fede inviata a Papa Adeodato II. Non accettando la decisione papale, fece cancellare il nome di Adeodato dai dittici patriarcali.
La questione monotelita venne risolta solo nel 680-681, quando un accordo tra Papa Agatone e l'imperatore Costantino IV portò alla convocazione del Terzo Concilio di Costantinopoli, nel quale il monotelismo venne bandito e furono condannati i suoi sostenitori più insigni, Papa Onorio e Sergio di Costantinopoli (anche se defunti).

### Ignazio e Fozio

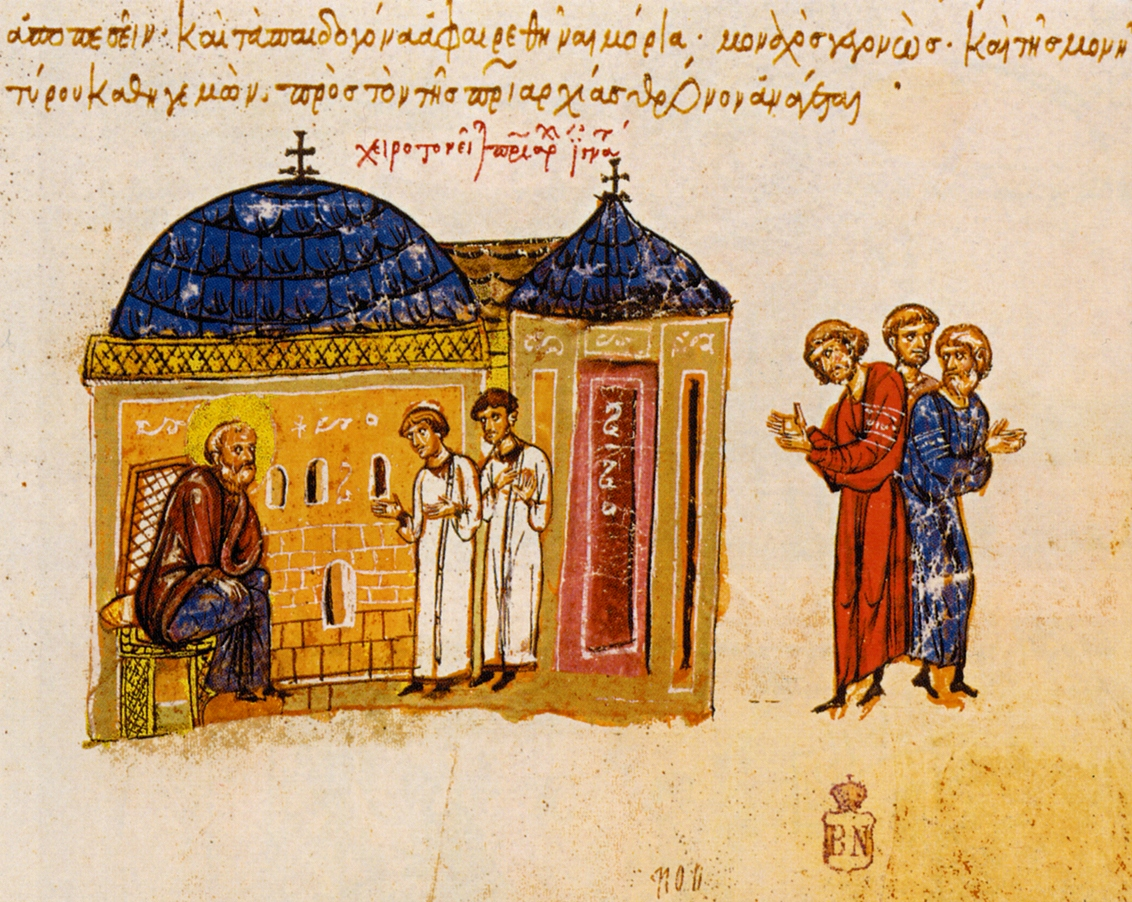
Miniatura raffigurante il patriarca Ignazio I.

Con la definitiva conquista araba di Palestina, Siria ed Egitto (metà del VII secolo), le sedi patriarcali di Gerusalemme, Antiochia e Alessandria finirono nell'orbita del mondo islamico, come pure Cartagine nell'Africa occidentale. La sede di Costantinopoli rimase l'unico centro ecclesiastico della Chiesa orientale. La dialettica tra la capitale bizantina e Roma dominò la vita ecclesiale per i quattro secoli successivi.; inoltre vanno tenuti in conto i problemi con i nuovi "imperi" transitori dei Bulgari e dei Serbi, che pretesero il riconoscimento dei relativi patriarcati, da Roma o da Costantinopoli.
Come contraccolpo alla conquista arabo-musulmana del Vicino Oriente scoppiò pure la lotta iconoclasta, innescata dall'imperatore Leone III Isaurico ed aggravata dal figlio Costantino V, che per un secolo sconvolse la vita religiosa dell'Oriente. Nello stesso periodo l'Italia era divisa in due dall'invasione dei Longobardi. Per ricomporre l'unità religiosa non bastò nemmeno il Concilio di Nicea II (787), convocato grazie alla reggente Irene.

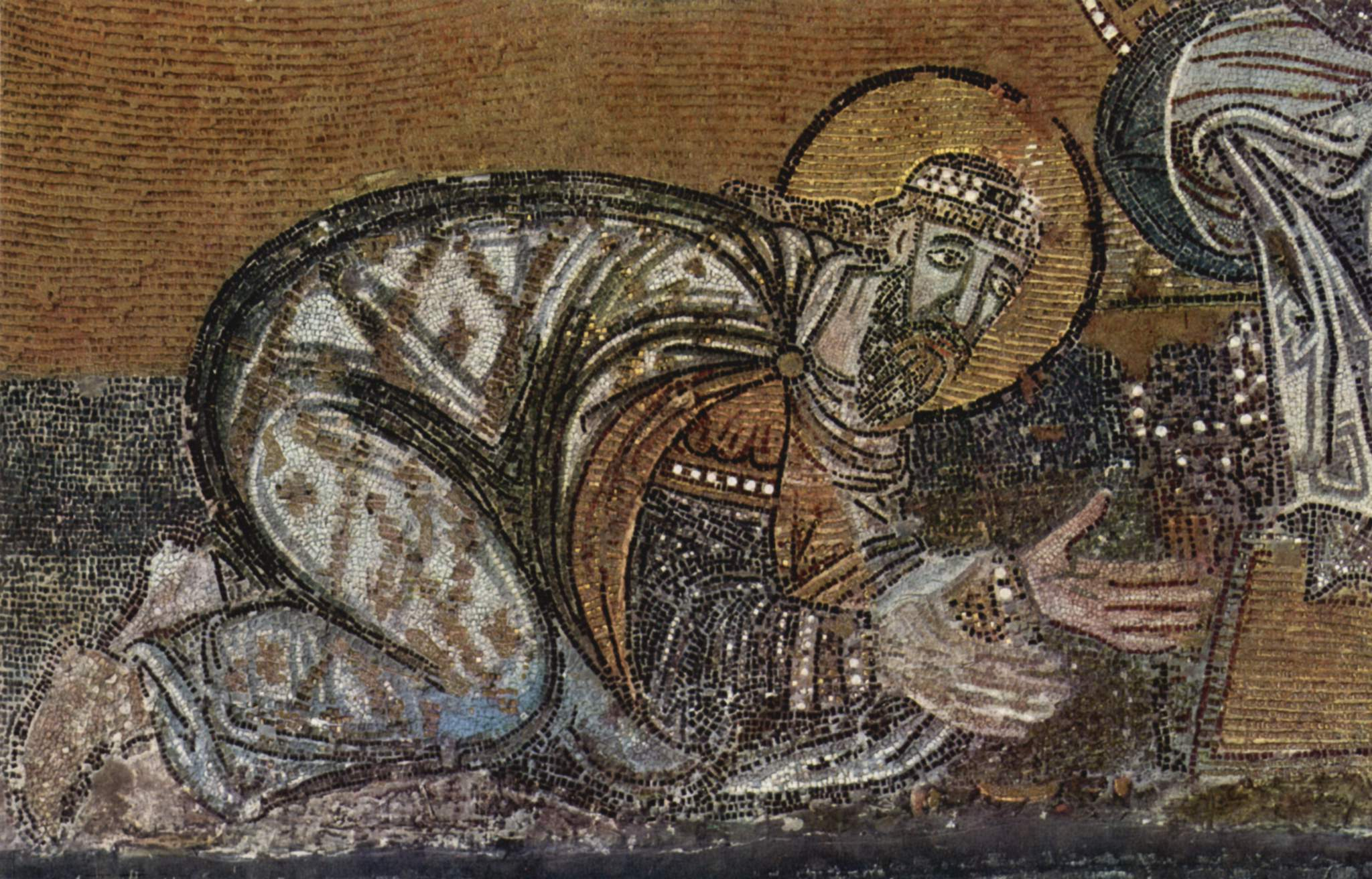
Il basileus Leone VI inginocchiato ai piedi di Cristo: l'imperatore fu costretto a umiliarsi davanti alla Chiesa patriarcale per ottenere il perdono del patriarca Eutimio, ma Eutimio pagò amaramente pochi anni dopo la propria dimostrazione di forza.

Nell'847 divenne patriarca Ignazio I, terzogenito del deposto imperatore Michele I. Questi cominciò dunque una dura lotta politica con l'imperatore Michele III l'Ubriacone, che lo portò nell'858 a essere deposto per ordine della reggente Teodora, che gli sostituì Fozio I, il quale venne riconosciuto nell'861 dai legati papali. Quando però Ignazio si appellò a papa Niccolò I, questi fu prontissimo ad appoggiarlo, convocando nell'863 un sinodo a Roma nel quale dichiarava illegittima la deposizione di Ignazio, scomunicava i propri legati e minacciava della stessa sanzione Fozio se avesse insistito nell'usurpazione del seggio patriarcale. Fozio rispose nell'867 scomunicando a sua volta il Papa, con l'appoggio dell'imperatore Michele III.
A quel punto il Papa portò la questione sul piano dottrinale, inviando un'enciclica a tutti i vescovi orientali per imporre a questi l'uniformazione agli usi romani, con l'aggiunta del filioque al Credo (cioè che "lo Spirito Santo procede dal Padre e dal Figlio"), l'obbligo del celibato ecclesiastico e della tonsura, il diritto esclusivo dei vescovi di celebrare la Cresima, il digiuno obbligatorio per il clero il sabato e l'inizio della Quaresima il Mercoledì delle Ceneri.
La situazione sembrava non avere sbocco, ma quando nell'867 l'Imperatore cadde assassinato, il nuovo sovrano Basilio I il Macedone richiamò Ignazio, convocando all'uopo nell'869 il Concilio Costantinopolitano dell'869-870, nel quale Papa Adriano II proclamò il solenne reinsediamento di Ignazio e al contempo dichiarò la chiesa di Roma come «la prima e la maestra di tutte le chiese».
Anche questo nuovo successo di Roma fu però di breve durata. Quando nell'877 Ignazio morì, infatti, a succedergli fu nuovamente Fozio, con l'approvazione sia dell'imperatore Basilio, sia dello stesso papa Giovanni VIII. Fozio, però, non aveva nessuna intenzione di abbandonare le antiche posizioni. Convocato un nuovo concilio a Costantinopoli nell'879-880, revocò le disposizioni del precedente consesso e riaprì le controversie dottrinali e teologiche con Roma. Dichiarò inoltre la Bulgaria sottoposta all'autorità del proprio patriarcato. Tali atti lo portarono a una nuova scomunica da parte del Papa, che come unico effetto sortì solo un nuovo scisma con la chiesa occidentale. La questione sembrò risolversi nell'886, quando il nuovo imperatore Leone VI il Saggio rimosse Fozio, sostituendolo col proprio fratello, Stefano I. Papa Stefano V, però, ritenne tale procedura irregolare e scomunicò anche il nuovo patriarca.
Lo scisma rientrò solo con l'avvento del patriarca Antonio II, ma ormai nella Chiesa d'Oriente si era determinato e radicato un forte sentimento che percepiva la controparte romana come scismatica, in quanto accusata di essersi allontanata dall'ortodossia nei punti indicati da Fozio.
La crescente intransigenza della Chiesa bizantina, di stampo foziano, non mancò, però, di causare problemi anche nei rapporti con il potere politico.
Nel 906, infatti, il patriarca Nicola I il Mistico si oppose alla celebrazione del terzo matrimonio dell'imperatore Leone con l'amante Zoe Carbonopsina, fatto che era ritenuto dalla Chiesa come atto di fornicazione e poligamia. Quando il basileus, in sfida al divieto patriarcale, si sposò ugualmente, nominando Zoe Augusta, Nicola lo scomunicò, venendo di rimando accusato di tradimento e deposto.
Al suo posto Leone nominò patriarca Eutimio il Sincello, che era padrino del piccolo Costantino, figlio suo e di Zoe ed erede al trono: un ignaziano moderato. Nonostante nemmeno Eutimio si mostrasse particolarmente accomodante con l'imperatore, che poté entrare infatti in Santa Sofia solo come penitente, e con l'imperatrice Zoe, cui venne rifiutato il titolo di Augusta, la Chiesa bizantina si divise comunque in un piccolo scisma, detto Scisma della tetragamia tra i favorevoli e i contrari al perdono dell'Imperatore.
Alla morte nel 912 di Leone, il successore Alessandro richiamò sul trono patriarcale il vecchio Nicola, ordinando la deposizione di Eutimio, il quale venne rovesciato con violenza, rischiando persino di perire per mano della soldataglia sobillatagli contro dall'Imperatore.
Meglio andò invece al patriarca Polieucte, eletto nel 956. Egli scomunicò infatti l'imperatore Niceforo II per il suo matrimonio con Teofano, in quanto egli era padrino di uno dei figli della donna, vedova di Romano II. L'Imperatore riuscì si appellò allora ai vescovi presenti a Costantinopoli, ottenendo la dispensa al matrimonio. Ma il patriarca, non pago, scomunicò ugualmente per un intero anno il sovrano, accusandolo di aver contratto il secondo matrimonio senza aver ottemperato alle dovute penitenze. Rifiutò persino la richiesta imperiale di riconoscere come martiri della fede i soldati caduti in battaglia contro gli infedeli, che voleva essere un modo per sollevare lo spirito delle truppe bizantine, sulle quali aleggiava da sempre il marchio d'infamia della Chiesa, che giudicava la guerra come assassinio. Polieucte rispose ribadendo che ogni atto di sangue doveva essere punito con tre anni di interdizione dalla comunione.
Morto assassinato Niceforo, l'intransigente Polieucte scomunicò i suoi assassini, rifiutandosi di incoronare Giovanni Zimisce, fino a che questi non avesse punito i colpevoli della morte del predecessore. Infine nel 958 il patriarca impose, in aperta sfida all'autorità di Roma, l'introduzione del rito greco nell'Italia bizantina, riconquistata (con la Grecia) dall'imperatore Leone III nel 731 durante le lotte iconoclastiche.

### Il Grande Scisma

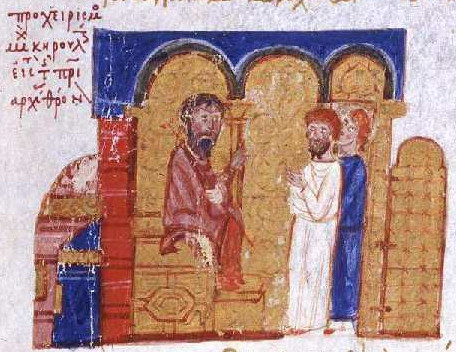
Il patriarca Michele I Cerulario, miniatura del XII secolo: con le reciproche scomuniche da parte di Papa Leone IX e del patriarca Michele, si originò il Grande Scisma tra Chiesa cattolica e Chiesa ortodossa.

I rapporti con la Chiesa di Roma si fecero nuovamente critici già a partire dal patriarcato di Eustazio, il quale nel 1024 aveva cancellato nuovamente il nome del Papa dai dittici di Santa Sofia, ma fu con la nomina a patriarca di Michele I Cerulario, nel 1043, che i dissapori con l'Occidente riemersero violenti.
Michele Cerulario cominciò a prendere posizione sulla questione dello Spirito Santo e a contestare tutte le innovazioni che papa Leone IX stava introducendo nelle regole della Chiesa, in particolare la sua condanna al matrimonio del clero. A sua volta il patriarca attaccò la tradizione del celibato ecclesiastico, il taglio della barba e infine, nel 1051, il rito latino e la celebrazione dell'eucaristia con pane azzimo: cioè tutti costumi in uso presso la chiesa latina, accusandola di eresia. Anzi proibì al culto tutte le chiese di Costantinopoli che non utilizzavano il rito greco. Quando a Costantinopoli giunsero infine i legati inviati dal Papa con l'incarico di risolvere la critica situazione e di convincere i fratelli orientali ad accettare le nuove direttive che Leone emanava in Occidente, anche in qualità di Primate dei cinque patriarcati cristiani dell'Impero romano, la situazione era già critica. Tanto che gli stessi legati recavano già con sé una bolla pontificia per l'eventuale scomunica del patriarca.
La missione guidata dal cardinale francese Umberto di Silva Candida con gli arcivescovi Federico di Lorena e Pietro di Amalfi negò la legittimità dell'elezione di Michele, del titolo di ecumenico assunto dal patriarca della nuova Roma e del suo preteso secondo posto onorifico nella gerarchia ecclesiastica dopo quello della vecchia Roma. Dopo il ricevimento imperiale il patriarca si rifiutò per diversi giorni di ricevere i latini. Per cui il 16 luglio 1054 il cardinale Umberto, spazientito, depositò sull'altare della cattedrale di Santa Sofia la bolla di scomunica, lasciando poi la città.
Il 24 luglio Cerulario rispose in modo analogo, scomunicando Umberto e gli altri legati papali.
Al momento delle reciproche scomuniche, papa Leone era già morto e, pertanto, l'autorità del cardinale Umberto, quale legato pontificio, era di fatto venuta meno. Tuttavia la gravità del fatto portò all'instaurarsi di uno scisma tra le due Chiese che, nonostante i vari tentativi conciliatori prima della conquista ottomana, non si è più ricomposto. Il cosiddetto Grande Scisma (in Occidente conosciuto come Scisma d'Oriente) portò alla lunga separazione non solo tra la Chiesa d'Occidente e la Chiesa d'Oriente, ma anche tra tutta la Chiesa cattolica (cioè "universale"), fedele al primato effettivo di Roma, e l'insieme delle Chiese Ortodosse (cioè di "corretta dottrina"), fedeli al primato onorifico di Costantinopoli, di fatto però un insieme di Chiese autocefale (oggi legate al territorio ed al popolo della relativa nazione).
Nel 1055 il patriarca Michele consentì poi la successione al trono imperiale della basilissa Teodora, la quale tentò di ristabilire l'unità con papa Vittore II, senza successo. Determinato a sostenere la propria posizione, nel 1057 il patriarca appoggiò dunque la rivolta degli eserciti d'Asia e l'ascesa al trono di Isacco I Comneno, ma ben presto anche Isacco fu costretto ad abdicare, nel timore di una generale rivolta sobillata nel 1059 dal patriarca. Michele scelse allora quale nuovo basileus Costantino Ducas, ma non riuscì a vedere il risultato della propria scelta, poiché morì il 21 gennaio di quello stesso anno. Vani risultarono anche i successivi tentativi dei Comneni, specie di Alessio I con papa Urbano II in funzione anti-normanna. Anzi, grazie ai Normanni, il Papato romano ristabilì la sua giurisdizione nel Sud-Italia.

### I tentativi di riunificazione

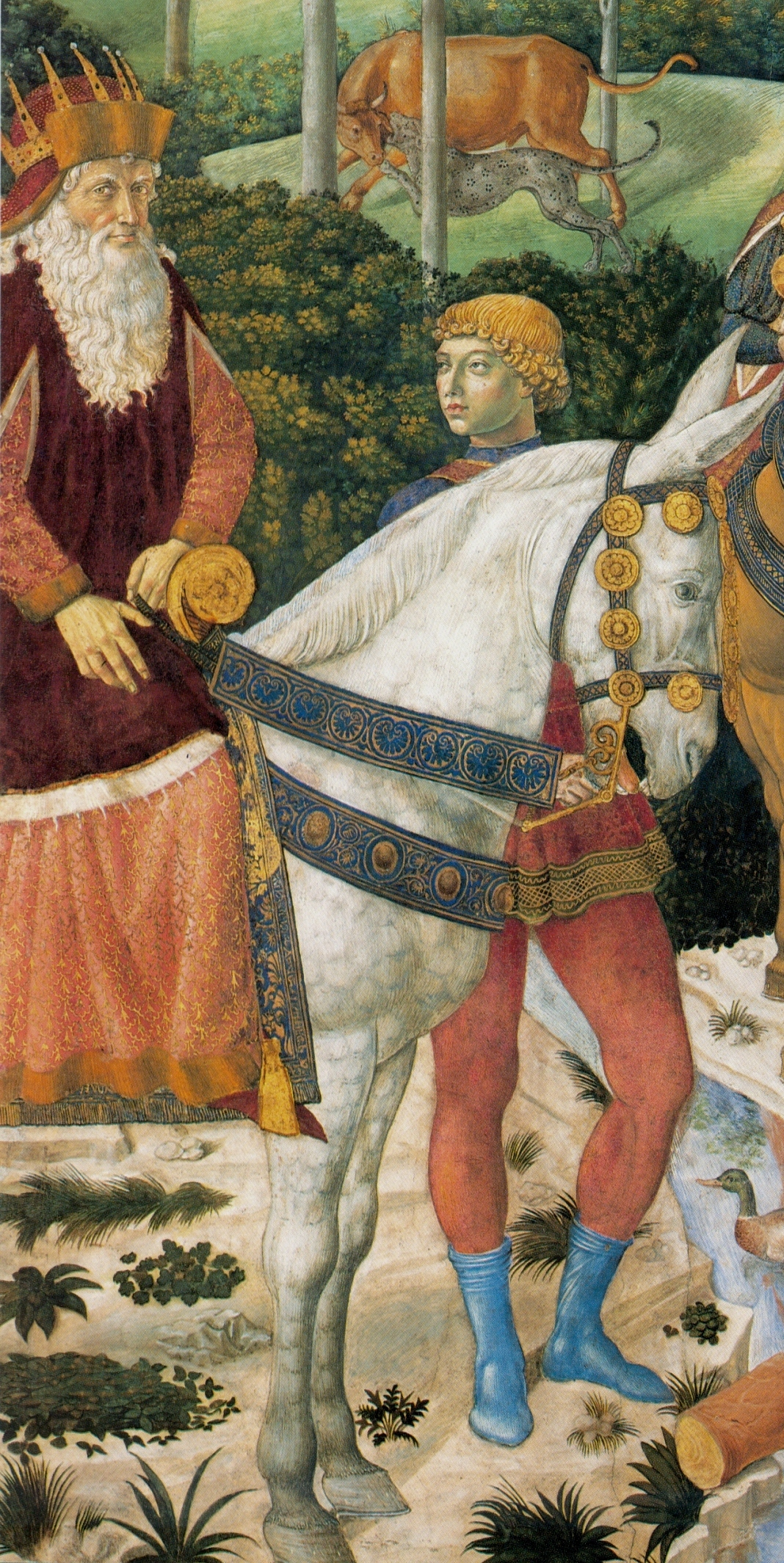
Affresco raffigurante il patriarca Giuseppe II.

Nel 1204 la Quarta crociata, deviata da Venezia per restaurare Isacco II Angelo, occupò Costantinopoli per l'insolvenza della Corona, stabilendovi un suo impero, chiamato Impero Latino. Con la sostituzione dell'Imperatore con un monarca francese, venne sostituito anche il patriarca, ora veneziano. Si ebbe quindi un nuovo Patriarca latino di Costantinopoli per guidare il numeroso clero cattolico affluito al seguito dei conquistatori e per sostituire il vecchio Patriarcato orientale, riparato nei residui territori bizantini. Il patriarca Giovanni X abbandonò la città, ritirandosi in esilio in Tracia, al seguito dell'imperatore Alessio V (che aveva detronizzato Isacco ed il figlio Alessio IV), ritirandosi poi nel 1206 a Nicea, presso la corte di Teodoro I Lascaris, da lui incoronato Imperatore di Nicea.
Nel 1215 il Concilio Lateranense IV riconobbe al patriarca latino i diritti dell'antica sede patriarcale costantinopolitana. Ma già nel 1261, grazie all'aiuto genovese, il debole Stato latino venne cancellato, con la riconquista della città. Tornata in mani bizantine Costantinopoli, il Patriarcato greco venne ristabilito nella sua sede originaria e i patriarchi latini dovettero lasciare la città per Venezia.
Quando nel 1416 divenne patriarca Giuseppe II l'impero versava in una situazione disperata, ormai stretto in una morsa dai confinanti ottomani. Nel 1437 il patriarca partì dunque con l'imperatore Giovanni VIII Paleologo, ed altri ventitré vescovi, tra cui l'arcivescovo di Nicea Basilio Bessarione, e con uno stuolo di studiosi e teologi alla volta dell'Italia, per prendere parte al Concilio di Ferrara-Firenze. La necessità di aiuto contro il nemico turco imponeva infatti il superamento dello scisma del 1054 accettando le posizioni latine. Tra i maggiori oppositori figurava il Bessarione, ma quando nel 1439 i padri conciliari si trasferirono da Ferrara a Firenze, l'arcivescovo niceno si spostò su posizioni unioniste. Il patriarca, benché concorde, morì prima della conclusione dei lavori, che vennero dunque proseguiti dal Bessarione. Il 6 luglio, infine, come sostenuto dall'Imperatore Giovanni VIII e da papa Eugenio IV, venne solennemente proclamato il decreto d'Unione tra le due Chiese, la Chiesa greca e la Chiesa latina.
Al loro ritorno a Costantinopoli (febbraio 1440), però, l'Imperatore e i vescovi trovarono un clima ostile tra la popolazione e il clero, in particolare i monaci (fomentati da Marco d'Efeso), tanto che una parte di quelli che avevano firmato il decreto di Unione l'abbandonarono. Perciò l'unione, pur sostenuta dal nuovo patriarca Metrofane II, fu solo provvisoria e non divenne mai effettiva, considerando che dopo la conquista ottomana fu abrogata da un sinodo. Ciò avvenne anche in conseguenza del fallimento dell'ultima spedizione "occidentale" favorita da papa Eugenio IV contro i Turchi ottomani nel 1444 a Varna.

### Il patriarcato dopo la caduta di Costantinopoli

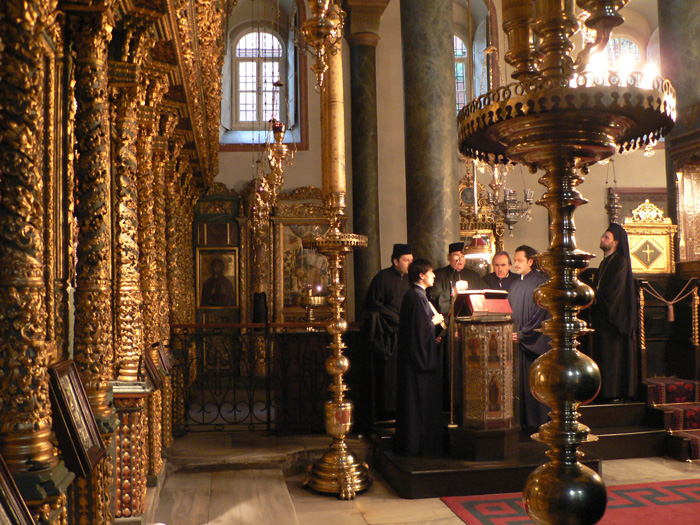
Basilica Patriarcale di San Giorgio a Costantinopoli.

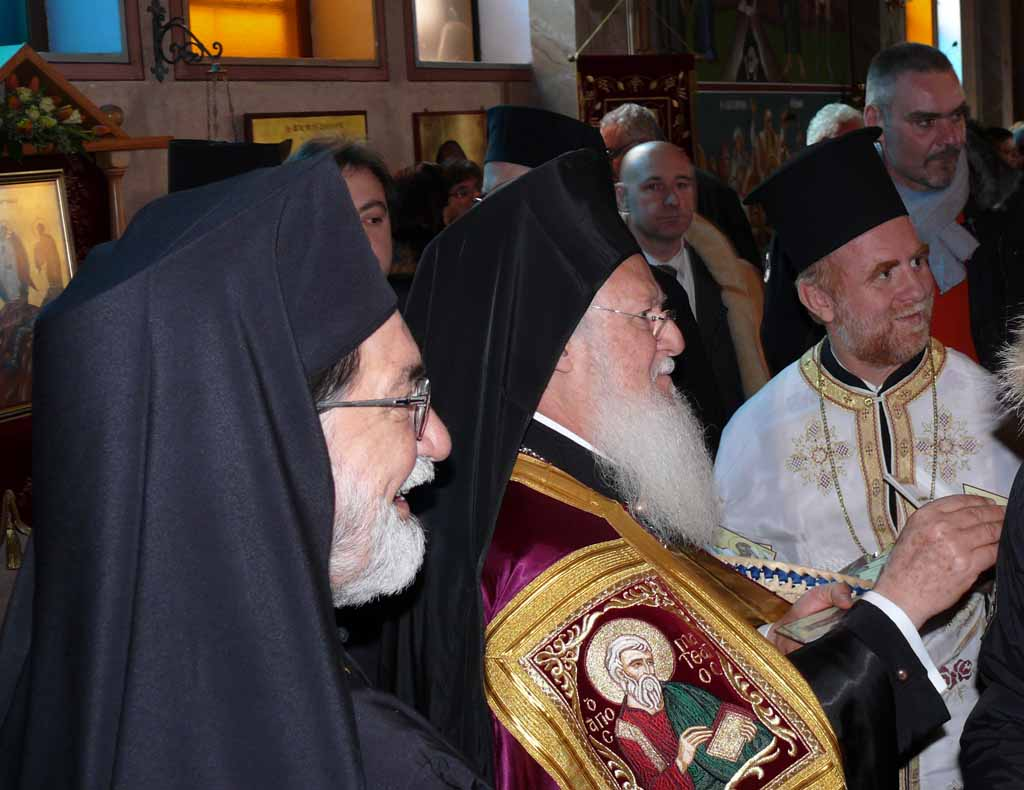
Il Patriarca Bartolomeo I durante la visita al monastero di Montaner (TV) in Italia

Dopo la caduta di Costantinopoli, nel 1453, il sultano ottomano pretese di conservare il diritto di nomina del patriarca già proprio degli imperatori bizantini. Gennadio Scolario II fu il primo e Germano V l'ultimo patriarca nominato dall'imperatore-sultano. Tale sistema perdurò sino all'avvento della moderna Turchia, nella quale tuttavia lo Stato turco (che non gli riconosce più il titolo "Ecumenico") richiede ancora per legge che alla cattedra patriarcale venga eletto un cittadino turco, seppur scelto autonomamente dal Sinodo di Costantinopoli.

## Organizzazione
Costituiscono il Patriarcato Ecumenico di Costantinopoli e da esso dipendono:

### Metropolie della Turchia
Circoscrizioni ecclesiastiche del Trono Ecumenico in Turchia ancora esistenti, benché quasi spopolate:
- Arcidiocesi di Costantinopoli (in greco Αρχιεπισκοπή Κωνσταντινουπόλεως?, Archiepiskopí Konstantinoupóleos),[7] sede propria del patriarca;
- Metropolia di Calcedonia (in greco Μητρόπολης Χαλκηδόνος?, Mitrópolis Chalkidónos);
- Metropolia di Derco (greco: Μητρόπολης Δέρκων - Mitrópolis Dérkōn);
- Metropolia delle isole dei Principi (greco: Μητρόπολης Πριγκιποννήσων - Mitrópolis Prinkiponnísōn);
- Metropolia di Imbro e Tenedo (greco: Μητρόπολης Ίμβρου και Τενέδου - Mitrópolis Imvrou kai Tenédou);
- Metropolia di Pisidia (greco: Μητρόπολης Πισιδίας - Mitrópolis Pisidías);
- Metropolia di Selimbria (greco: Μητρόπολης Σηλυβρίας - Mitrópolis Silyvrías);
- Metropolia di Adrianopoli (greco: Μητρόπολης Αδριανουπόλεως - Mitrópolis Adrianoupóleōs);
- Metropolia di Smirne (greco: Μητρόπολης Σμύρνης - Mitrópolis Smírnis);
- Metropolia di Prusa (greco: Μητρόπολης Προύσης - Mitrópolis Proúsis);

### Metropolie della Chiesa di Creta
Circoscrizioni ecclesiastiche del Trono Ecumenico a Creta (greco: Ἐκκλησία Κρήτης - Ekklēsía Krḗtē):
- Arcidiocesi di Creta (greco: Ἀρχιεπισκοπὴ Κρήτης -Arkhiepiskopḕ Krḗtēs).
- Metropolia di Gortina e Arcadia (greco: Μητρόπολις Γορτύνης καὶ Ἀρκαδίας Mētrópolis Gortýnēs kaì Arkadías).
- Metropolia di Retimo e Aulopotamo (greco: Μητρόπολις Ρεθύμνης καὶ Αὐλοποτάμου - Mētrópolis Rethýmnēs kaì Aulopotámou).
- Metropolia di Cidonia e Apokoronas (greco: Μητρόπολις Κυδωνίας καὶ Ἀποκορώνου - Mētrópolis Kydōnías kaì Apokorṓnou).
- Metropolia di Lambi, Syvritos e Sfakia (greco: Μητρόπολις Λάμπης, Συβρίτου καὶ Σφακίων - Mētrópolis Lámpēs, Sybrítou kaì Sphakíōn).
- Metropolia di Ierapytna e Sitia (greco: Μητρόπολις Ἱεραπύτνης καὶ Σητείας - Mētrópolis Hierapýtnēs kaì Sēteías).
- Metropolia di Petra e Chersonissos (greco: Μητρόπολις Πέτρας καὶ Χερρονήσου - Mētrópolis Pétras kaì Cherronḗsou).
- Metropolia di Kissamos e Selino (greco: Μητρόπολις Κισάμου καὶ Σελίνου - Mētrópolis Kisámou kaì Selínou).
- Metropolia di Arkalochori, Kasteli e Viannos (greco: Μητρόπολις Ἀρκαλοχωρίου, Καστελλίου καὶ Βιάννου - Mētrópolis Arkalochōríou, Kastellíou kaì Biánnou).

### Metropolie del Dodecaneso
Circoscrizioni ecclesiastiche del Trono Ecumenico nel Dodecaneso (greco: Μητροπόλεις Δωδεκανήσου - Mētropóleis Dōdekanḗsou):
- Metropolia di Rodi (greco: Μητρόπολις Ρόδου- Mētrópolis Ródou).
- Metropolia di Coo e Nisiro (greco: Μητρόπολις Κώου καὶ Νισύρου - Mētrópolis Kṓou kaì Nisýrou).
- Metropolia di Lero, Calimno e Stampalia (greco: Μητρόπολις Λέρου, Καλύμνου καὶ Ἀστυπαλαίας - Mētrópolis Lérou, Kalýmnou kaì Astypalaías).
- Metropolia di Scarpanto e Caso (greco: Μητρόπολις Καρπάθου καὶ Κάσου - Mētrópolis Karpáthou kaì Kásou).
- Metropolia di Simi (greco: Μητρόπολις Σύμης - Mētrópolis Sýmēs).

### Metropolie della Grecia (Territori Nuovi)
Circoscrizioni ecclesiastiche del Trono Ecumenico in Grecia, nei cosiddetti Nuovi Territori (greco: Νέες Χώρες Nées Chōres):
- Metropolia di Alessandropoli
- Metropolia di Chio, Psara e Oinousses
- Metropolia di Didymoteicho, Orestiada e Soufli
- Metropolia di Drama
- Metropolia di Dryinoupolis, Pogoniani e Konitsa
- Metropolia di Edessa, Pella e Almopia
- Metropolia di Elassona
- Metropolia di Eleftheroupoli
- Metropolia di Florina, Prespes e Eordia
- Metropolia di Goumenissa, Axioupoli e Polykastro
- Metropolia di Grevena
- Metropolia di Gerisso, della Santa Montagna e Ardamerio
- Metropolia di Giannina
- Metropolia di Kassandra
- Metropolia di Kastoria
- Metropolia di Kitros, Katerini e Platamonas
- Metropolia di Langadas, Lití e Rentina
- Metropolia di Lemno e Agiostrati
- Metropolia di Maronia e Komotini
- Metropolia di Metimna
- Metropolia di Mytilini, Eresos e Plomari
- Metropolia di Neapoli e Stavroupoli
- Metropolia di Nea Krini e Kalamaria
- Metropolia di Nicopoli e Prevesa
- Metropolia di Paramythia, Filiates, Giromeri e Parga
- Metropolia di Filippi, Neapoli e Taso
- Metropolia di Polyani e Kilkis
- Metropolia di Samo e Icaria
- Metropolia di Serres e Nigrita
- Metropolia di Servia e Kozani
- Metropolia di Sidirokastro
- Metropolia di Sisani e Siatista
- Metropolia di Salonicco
- Metropolia di Veria, Naoussa e Campania
- Metropolia di Xanthi e Periteorio
- Metropolia di Zichni e Nevrokopi

### Circoscrizioni in Europa
- Arcidiocesi di Tiatira e Gran Bretagna
- Metropolia di Francia
- Metropolia di Germania
- Metropolia d'Austria
- Metropolia di Svezia e tutta la Scandinavia
- Metropolia del Belgio
- Metropolia della Svizzera
- Metropolia di Italia e Malta
- Metropolia di Spagna e Portogallo
- Metropolia d'Irlanda

### Metropolie in America

#### Metropolie dell'Arcidiocesi greco-ortodossa d'America
Negli Stati Uniti d'America, l'Arcidiocesi greco-ortodossa d'America è costituita dalle seguenti circoscrizioni ecclesiastiche:
- Distretto arcidiocesano di New York[9]
- Metropolia di Chicago
- Metropolia di Pittsburgh
- Metropolia di Boston
- Metropolia di Denver
- Metropolia di Atlanta
- Metropolia di Detroit
- Metropolia di San Francisco
- Metropolia di New Jersey

#### Nel resto d'America
- Arcidiocesi greco-ortodossa del Canada
- Metropolia di Buenos Aires
- Metropolia del Messico

#### Circoscrizioni ecclesiastiche dipendenti dal patriarcato di Costantinopoli
- Metropolia ortodossa ucraina del Canada
  - Eparchia del Canada occidentale
  - Eparchia del Canada centrale
  - Eparchia del Canada orientale
- Metropolia ortodossa ucraina degli Stati Uniti d'America
  - Eparchia orientale
  - Eparchia occidentale
- Diocesi ortodossa americana carpato-russa
- Diocesi ortodossa albanese d'America

### Circoscrizioni in Oceania
- Arcidiocesi greco-ortodossa d'Australia
  - Diocesi di Canberra
  - Diocesi di Melbourne
  - Diocesi di Perth
  - Diocesi di Adelaide
  - Diocesi di Brisbane
  - Diocesi di Chora
- Metropolia della Nuova Zelanda

### Metropolie in Asia
- Metropolia di Corea
- Metropolia di Hong Kong
- Metropolia di Singapore

Dipende dal patriarcato ecumenico anche la repubblica del Monte Athos.
In totale dipendono e sono nella giurisdizione del Patriarcato circa 7 milioni di fedeli.

## Circoscrizioni soppresse
Elenco delle circoscrizioni ecclesiastiche del Trono Ecumenico in Turchia distrutte dai turchi a seguito della catastrofe dell'Asia Minore:
- Metropolia di Amasea (greco: Μητρόπολης Αμασείας Mitrópolis Amaseías);
- Metropolia di Anea (greco: Μητρόπολης Ανέων Mitrópolis Anéōn);
- Metropolia di Ancira (greco: Μητρόπολης Άγκυρας Mitrópolis Ánkyras);
- Metropolia di Bizia e Medea (greco: Μητρόπολης Βιζύης και Μήδειας Mitrópolis Vizýis kai Mídeias);
- Metropolia di Briula (greco: Μητρόπολης Βρυούλων Mitrópolis Vryoúlōn);
- Metropolia di Chaldia, Cheriana e Cerasonte (greco: Μητρόπολης Χαλδίας, Χερίανων και Κερασούντος Mitrópolis Chaldías, Cheríanōu kai Kerasoúntos);
- Metropolia di Cesarea (greco: Μητρόπολης Καισαρείας Mitrópolis Kaisareías);
- Metropolia di Cidonia (greco: Μητρόπολης Κυδωνιών Mitrópolis Kydōniṓn);
- Metropolia di Cizico (greco: Μητρόπολης Κύζικου Mitrópolis Kýzikou);
- Metropolia di Colonia (greco: Μητρόπολης Κολωνείας Mitrópolis Kolōneías);
- Metropolia di Krini (greco: Μητρόπολης Κρήνης Mitrópolis Krínis);
- Metropolia di Dardanellia e Lampsaco (greco: Μητρόπολης Δαρδανέλλιων και Λαμψάκου Mitrópolis Dardanélliōn kai Lampsákou);
- Metropolia di Efeso (greco: Μητρόπολης Εφέσου Mitrópolis Ephésou);
- Metropolia di Eliopoli e Tire (greco: Μητρόπολης Ηλιούπολεως και Θεíρων Mitrópolis Ilioúpoleōs kai Theírōu);
- Metropolia di Eno (greco: Μητρόπολης Αίνου Mitrópolis Aínou);
- Metropolia di Eraclea (greco: Μητρόπολης Ηρακλείας Mitrópolis Irakleías);
- Metropolia di Filadelfia (greco: Μητρόπολης Φιλαδέλφειας Mitrópolis Philadélpheias);
- Metropolia di Gallipoli e Madito (greco: Μητρόπολης Καλλιοπουλεως και Μαδύτου Mitrópolis Kalliopouleōs kai Madýtou);
- Metropolia di Ganos e Chora (greco: Μητρόπολης Γάνου και Χώρας Mitrópolis Gánou kai Chṓras);
- Metropolia di Iconio (greco: Μητρόπολης Ικονίου Mitrópolis Ikoníou);
- Metropolia di Metre e Atira (greco: Μητρόπολης Μέτρων και Αθύρων Mitrópolis Métrōn kai Athýrōn);
- Metropolia di Miriofito e Peristasi (greco: Μητρόπολης Μυριοφύτου και Περιστάσεως Mitrópolis Myriophytou kai Peristáseōs);
- Metropolia di Moschonisi (greco: Μητρόπολης Μοσχóνησιων Mitrópolis Moschónisiōu);
- Metropolia di Neocesarea (greco: Μητρόπολης Νεοκαισάρειας Mitrópolis Neokaisáreias);
- Metropolia di Nicea (greco: Μητρόπολης Νίκαιας Mitrópolis Níkaias);
- Metropolia di Nicomedia (greco: Μητρόπολης Νικομηδείας Mitrópolis Nikomideías);
- Metropolia di Pergamo e Adramittio (greco: Μητρόπολης Περγάμου και Αδραμυττίου Mitrópolis Pergámou kai Adramyttíou);
- Metropolia di Proconneso (greco: Μητρόπολης Προικóννησου Mitrópolis Proikónnisou);
- Metropolia di Rodopoli (greco: Μητρόπολης Ροδοπόλεως Mitrópolis Rodopóleōs);
- Metropolia di Saranta Ekklesies (greco: Μητρόπολης Σαράντα Εκκλησιών Mitrópolis Saránta Ekklisiṓu);
- Metropolia di Sardi (greco: Μητρόπολης Σαρδέων Mitrópolis Sardéōn);
- Metropolia di Trebisonda (greco: Μητρόπολης Τραπεζούντoς Mitrópolis Trapezoúntos);
- Metropolia di Tyroloi e Serention (greco: Μητρόπολης Τυρολόης και Σερεντίου Mitrópolis Tyrolóis kai Serentíou).

## Rapporti con Stati nazionali

### Austria-Ungheria
La Metropolìa greco-ortodossa d'Austria e Ungheria ha sede a Vienna e ha giurisdizione sui due Paesi ex costituenti l'impero austro-ungarico. Fino al 1918 aveva sede all'interno dei confini dell'Impero (precisamente a Sremski Karlovci, oggi in Serbia) l'unico patriarcato ortodosso esistente in Europa oltre a quello di Costantinopoli.
Dalla Metropolìa greco-ortodossa d'Austria e Ungheria dipende l'Esarcato ortodosso d'Ungheria del Patriarcato di Costantinopoli (in ungherese Konstantinápolyi Egyetemes Patriarchátus - Magyarországi Ortodox Exarchátus).

Quest'ultimo soltantoè stato inserito nel 2011 all'interno dell'elenco delle 14 confessioni cristiane legalmente riconosciute dallo Stato ungherese ed autorizzate ad adottare la parola "Chiesa" nel proprio nome ufficiale, per effetto della Legge sulla libertà di coscienza e lo status giuridico delle chiese. La denominazione utilizzata è «Esarcato ortodosso d'Ungheria del Patriarcato Ecumenico di Costantinopoli».
Il primate greco-ortodosso di Vienna ha il titolo di «Metropolita d'Austria ed Esarca d'Ungheria e dell'Europa Centrale».

### Italia
In Italia il Patriarcato è oggi rappresentato dall'Arcidiocesi ortodossa d'Italia e Malta.